# Волонтировский район
Волонти́ровский райо́н (рум. raionul Volontiri) — административно-территориальная единица Молдавской ССР, существовавшая с 11 ноября 1940 года по 9 января 1956 года.

## История
Изначально Волонтировская волость (неофициальное название с 07.08.1940; волостная претура (1938–1940), пласа (до 1938) — пласа Волонтир) в составе жудеца Четатя-Алба отошла к Аккерманской области УССР.
С 04.11.1940 ликвидирована, большая часть территории волости передана в состав МССР, из оставшейся части образован Манзырский/Бородинский район Аккерманской области.
Как и большинство районов Молдавской ССР, образован 11 ноября 1940 года, центр — село Волонтировка. До 16 октября 1949 года находился в составе Бендерского уезда, после упразднения уездного деления перешёл в непосредственное республиканское подчинение.
С 31 января 1952 года по 15 июня 1953 года район входил в состав Тираспольского округа, после упразднения окружного деления вновь перешёл в непосредственное республиканское подчинение.
9 января 1956 года Волонтировский район был ликвидирован, его территория передана в состав Каушанского района. Позже практически вся территория бывшего Волонтировского района стала частью нового Суворовского района.

## Административное деление
По состоянию на 1 января 1955 года Волонтировский район состоял из 8 сельсоветов: Брезойский, Волонтировский, Копчакский, Нижнемарьяновский, Саицкий, Семёновский, Степановский и Стурдзенский.